# Âge
âge是日本公司ACID的成人游戏品牌，以2001年游戏《你所期望的永遠》而闻名。
Acid同0verflow、Nitro+等组成成人游戏联合组织千代连；有时亦通过mirage、φâge等品牌发行游戏。

## 作品列表

### âge
- 1999年7月23日 - 君がいた季節（日语：君がいた季節） 〜Primary〜
- 2000年1月28日 - 化石の歌（日语：化石の歌）
- 2000年6月23日 - アージュMANIAX 〜伊隅四姉妹最期の日〜
- 2001年8月3日 - 你所期望的永遠
- 2003年2月28日 - Muv-Luv
- 2006年2月24日 - Muv-Luv Alternative
- 2004年12月17日 - Muv-Luv SUPPLEMENT
- 2007年8月31日 - Muv-Luv ALTERED FABLE（日语：マブラヴ ALTERED FABLE）
- 2010年7月30日 - Muv-Luv Alternative Chronicles（日语：マブラヴ オルタネイティヴ クロニクルズ） 01
- 2011年6月24日 - Muv-Luv Alternative Chronicles 02
- 2012年3月30日 - Muv-Luv Alternative Chronicles 03
- 2013年9月27日 - Muv-Luv Alternative Chronicles 04
- 2014年9月26日 - Muv-Luv Alternative Total Eclipse
- 2015年11月27日 - 死亡黑標 紅血紋章
- 2016年10月28日 - 死亡黑標 殉教者們

### mirage
- 2003年12月19日 - そこに海があって
- 2006年12月29日 - アノニマス

### φâge
- 2008年8月29日 - ぴこぴこ 〜恋する気持の眠る場所〜
- 2009年7月24日 - 無盡之夏 永恆音律
- 2010年1月29日 - シェイプシフター

## 外部連結
- 官方網站 （页面存档备份，存于）（日語）